# حشره‌خوار دی
 حشره‌خوار دی (نام علمی: Suncus dayi) نام یک گونه از سرده حشره‌خوارهای مشکین است.